# ترموینس
ترموینس (به فرانسوی: Trémoins) یک کمون در فرانسه است که در Canton of Héricourt-Ouest واقع شده‌است.

## خصوصیات
ترموینس ۴٫۰۳ کیلومترمربع مساحت و ۳۳۹ نفر جمعیت دارد.